# گتاریا (گیپوسکوا)
گتاریا (به اسپانیایی: Guetaria) یک دهستان در اسپانیا است که در سرزمین باسک واقع شده‌است. گتاریا ۱۰٫۶ کیلومتر مربع مساحت و ۲٬۷۲۶ نفر جمعیت دارد.